# نسوية ثقافية
النسوية الثقافية هي حركة تفكير نسوية انبثقت من النسوية الراديكالية، وتقوم على قاعدة نظرية أساسها الوجود والتقييم الإيجابي للثقافة النسوية. وعلى عكس النسوية الراديكالية التي تركز على هياكل هيمنة المرأة، فإن النسوية الثقافية تركز وبشكل خاص على النساء بوصفهن مجموعة وبطريقتهن الخاصة في تطوير وجودهن وبناء هويتهن الثقافية.
ووفقًا للمؤرخة النسوية أليس إيكولز، فإن مصطلح النسوية الثقافية تم استخدامه لأول مرة عام 1975من قبل عضوة منظمة تحرير المرأة ريدستكونج (1969- 1970) بروك وليامز لتوصيف فقدان المحتوى السياسي للنسوية الراديكالية. جرت العادة على اعتبار النسوية دومًا مطالبة بالمساواة بين المرأة والرجل. ولكن هذا الأمر يعني للنسوية الثقافية إنكار بعض الخصائص المميزة للمرأة.
أما الحركة المساة بنسوية الاختلاف، والتي تشكل جزءًا من النسوية الثقافية، فاستأنفت دورها بالعمل على الاختلافات الموجودة بين الرجل والمرأة وعملت على إعطاء قيمة خاصة لخصوصيات المرأة بوصفها وسيلة لتحقيق استقلالها الذاتي.

## الأفكار
جادلت جين أدامز وشارلوت بيركنز جيلمان بأنه في حكم الدولة، يبدو أن التعاون والاهتمام واللاعنف في تسوية النزاعات هو ما نحتاجه من فضائل المرأة. تجادل جوزفين دونوفان بأن مارغريت فولر، الصحافية والناقدية والناشطة في مجال حقوق المرأة في القرن التاسع عشر، قد بدأت الحركة النسوية الثقافية في كتاب (المرأة في القرن التاسع عشر) (1845). شددت على الجانب العاطفي والحدسي للمعرفة وعبرت عن وجهة نظر عضوية تختلف تمامًا عن النظرة الآلية لعقلاني التنوير.
ومع ذلك، كانت مقالة أليس إيكولز، النسوية الثقافية: الرأسمالية النسوية والحركة المناهضة للمواد الإباحية، هي التي أدت إلى اعتماد واسع للمصطلح لوصف النسويات المعاصرات، وليس سوابقهن التاريخية.

## النظرية
ظهرت النظرية النسوية الثقافية في سبعينيات القرن الماضي لتشرح كيف أن التراكيب التي يحددها الذكر لكلمة المرأة تقلل من قيمة السمات الأنثوية. ربطت ماري دالي، وهي منظِّرة نسوية ثقافية، الطاقة الأنثوية، أو مصطلحها، بالحالة البيولوجية الأنثوية المؤكدة للحياة والتي تخلق الحياة، التي يقع ضحيتها عدوان الذكور وأن البيولوجيا الأنثوية لديها إمكانات جذرية تُقمَع من خلال تقليصها من قبل الرجال. رغبت بعض النسويات الثقافيات في الفصل بين المراكز والمساحات المخصصة للنساء فقط والتي تديرها النساء لتحدي البنى الجندرية السلبية. بالإضافة إلى الفصل الجسدي، دعت النسويات الثقافيات إلى الانفصال عن القيم الذكورية.

## الانتقادات
في مقال نُشر عام 2004 في مجلة المرأة في الثقافة والمجتمع، أشارت كريستين غودسي إلى عدة أشكال من النقد القادم من النساء ذوات البشرة الملونة ونساء البلدان النامية، اللواتي يعتقدن أن فكرة الأخوة العالمية تمحو الاختلافات المهمة في السلطة والوصول إلى الموارد بين النساء من مختلف الأعراق والأعراق والجنسيات. من النقاط المشتركة، لا سيما بين النساء ذوات البشرة الملونة والنساء في البلدان النامية، أن النسوية الثقافية تشمل فقط النساء البيض من الطبقة العليا، بدلًا من أخذها في الاعتبار النساء من لون ووضع مختلف.
عندما تدعي النسويات الثقافيات أن قضايا مثل النظام الأبوي والاغتصاب هي نتاج متأصل لبيولوجيا وسلوك الذكور، فإن فرصة نقد وتحدي الهياكل الكامنة وراء هذه القضايا تختفي. علاوة على ذلك تعزز التعريفات الجوهرية لكلمة المرأة المطلب القمعي للمرأة للارتقاء إلى مستوى الأنوثة الفطرية التي سيحكم عليها.
صرحت المؤرخة أليس إيكولز أن النسويات الثقافيات يؤمنن أنه من أجل مكافحة فساد الذكور، يجب على النساء المطالبة بالاحترام من خلال قمع جنسهن واقتراح معيار أنثوي متحفظ.
كما انتُقدت النسوية الثقافية لمشاركتها في الرأسمالية، وهي ممارسة يعتبرها بعض النسويات متناقضة مع القيم النسوية وتؤدي إلى نتائج عكسية للحركة النسوية. لتسليط الضوء على مشاكل الرأسمالية النسوية، حللت إيكولز تنفيذ وممارسات ونتائج الشبكة الاقتصادية النسوية، وهي شركة نسوية تهدف إلى استخدام الرأسمالية لمساعدة النساء على التغلب على الحواجز الأبوية عن طريق إقراض الأموال من الاتحادات الائتمانية النسوية إلى الشركات المملوكة نسويًا. وجدت أن الشبكة تستغل الموظفين، وترفض الديمقراطية، والجماعة، والمساءلة، وتسلسل هرمي مبرر للسلطة داخل الشركة من خلال الادعاء بأن الأخوة يضمن التمكين الفردي يؤدي إلى التمكين الجماعي للمرأة. يشرح المؤلفون أن النسويات الثقافيات في الأعمال التجارية النسوية يدافعن عن عدم تسييس النسوية. بالإضافة إلى ذلك، يشير المؤلفون إلى العيوب في محاولات النسويات الثقافيات لمواجهة الاضطهاد من خلال العضوية في نظام اقتصادي قمعي، واستخدام نظرية التمهيد، وتحويل النسوية إلى سلعة وسوق يخدم الرأسمالية الذكورية في النهاية.